# Резинометаллический шарнир

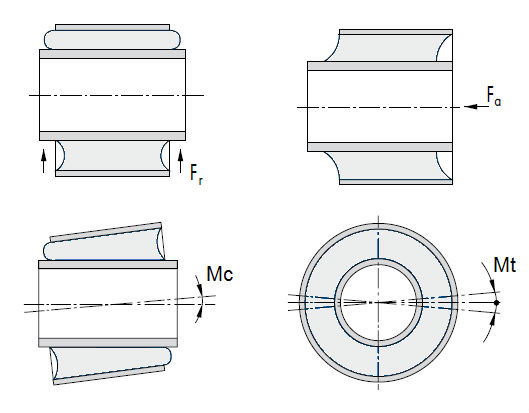
Возможные деформации резинометаллического шарнира

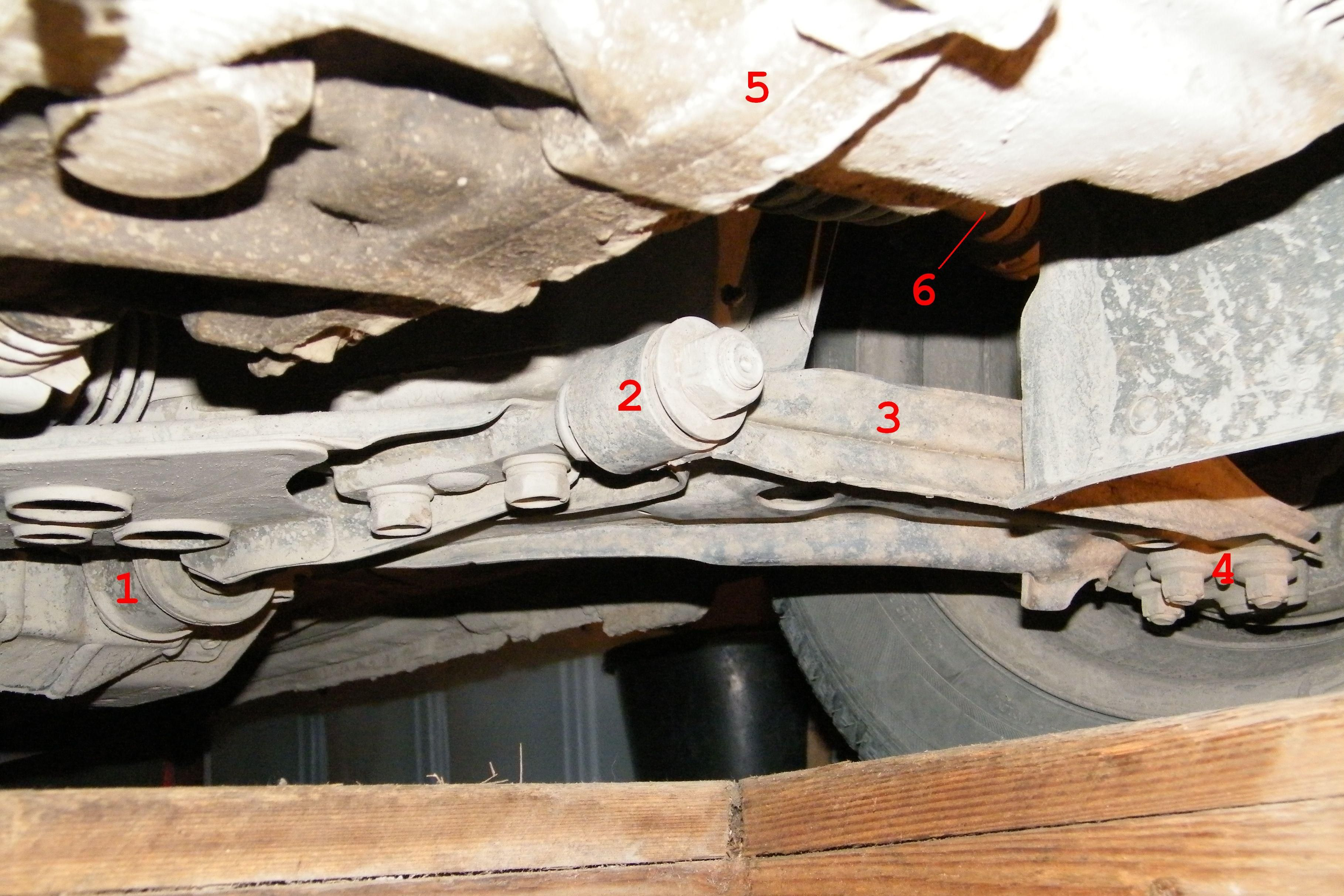
Резинометаллические шарниры на легковом автомобиле Nissan Avenir:
1 — задний резинометаллический шарнир
2 — передний резинометаллический шарнир
3 — поперечный рычаг передней подвески
4 — крепление шаровой опоры
5 — коробка передач
6 — вал привода левого переднего колеса (с ШРУСами)

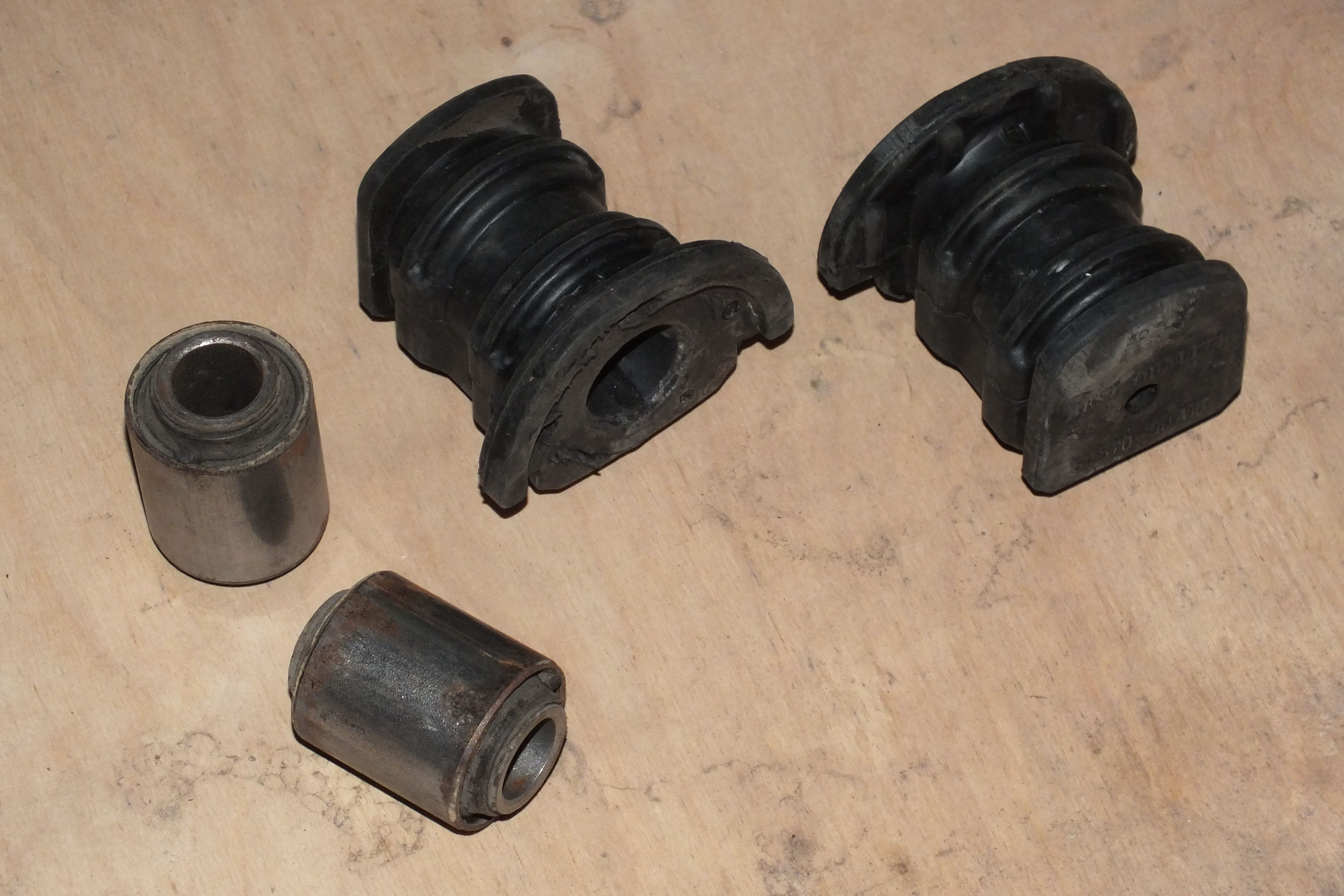
Резинометаллические шарниры: слева — неразборные, т. н. «сайлентблоки» (на верхнем фото — передний 2), справа — резиновые втулки разборных (на верхнем фото — задний 1).

Резинометаллический шарнир (РМШ) , или «сайлентблок» (англ. silentblock) — деталь машин и механизмов, разновидность шарнира, в котором подвижность обеспечивается за счёт эластичности резины, без трения, что позволяет устранить операции обслуживания и смазывания, увеличить срок службы узла, а также снизить уровень передаваемых через шарнир вибраций, что позволяет использовать РМШ в качестве виброизоляторов. В некоторых случаях резинометаллические шарниры компенсируют допуски изготовления и монтажа других конструкционных элементов, позволяя снизить их себестоимость и упростив сборку и/или ремонт узла.
Резинометаллические шарниры гасят или изолируют радиальные, осевые, торсионные и карданные колебания. Применяются при радиальных усилиях до 300 кН.
Различают резинометаллические шарниры, работающие преимущественно на кручение (с наружной обоймой, с внутренней обоймой, двухобойменные, эксцентричные), и работающие на сжатие с изгибом (опоры, подушки).
Примером РМШ первого типа являются шарниры подвески автомобиля, обеспечивающие подвижность рычагов и рессор, или гусениц, обеспечивающие подвижность траков. Примером РМШ второго типа являются подушки подвески двигателя, обеспечивающие его подвижность в заданных пределах и при этом гасящие возникающие при его работе вибрации, не давая им передаваться на раму или кузов автомобиля.
С технологической точки зрения различают также разборные резинометаллические шарниры, у которых металлическая обойма и сменная резиновая втулка (иногда с металлической внутренней распорной втулкой) представляют собой отдельные детали, взаимное прокручивание которых исключается за счёт радиального сжатия посаженной внатяг резиновой втулки, и неразборные резинометаллические шарниры (так называемые сайлентблоки — от англ. silent block), у которых металлические внутренняя и наружная втулки неразборно соединены друг с другом при помощи завулканизированного между ними слоя эластомера, как правило резины или полиуретана. Каждый из типов имеет свои преимущества и недостатки. Так, разборные резинометаллические шарниры более дёшевы, а также обходятся дешевле в ремонте, в процессе которого заменяется только резиновая втулка, а не весь шарнир в сборе. При этом они способны передавать меньшие усилия, чем неразборные шарниры, причём их характеристики сильно варьируют в зависимости от качества запрессовки резиновой втулки. Неразборные шарниры более технологичны в замене (при наличии специального оборудования), а заводская сборка обеспечивает им высокое постоянство характеристик.
Главным свойством резинометаллического шарнира является отсутствие взаимного проскальзывания между резиновыми и металлическими деталями, благодаря чему между ними при нагрузке не возникает силы трения, которая может являться причиной ускоренного износа слоя эластомера. При этом слой эластомера поглощает и рассеивает воспринимаемые колебания (удары, знакопеременные деформации) за счёт свойства эластичной деформации внутренних связей эластомера. Способность к гашению вибраций определяется типом и твёрдостью эластомера.
Наилучшими физическими свойствами для изоляции и гашения вибраций обладают эластомеры на основе натурального (природного) каучука (NR). В последнее время некоторое распространение получили также альтернативные гибридные эластомеры — полиуретаны и смеси каучука и полиуретана, однако их недостатком является сложность обеспечения отсутствия проскальзывания при работе из-за неподходящих характеристик большинства сортов полиуретана и его плохой адгезии к металлическим втулкам. Если при работе шарнира возникает характерный скрип или писк — это является признаком либо неправильной сборки, при которой эластичная часть шарнира не получила достаточного обжатия, либо отрыва слоя эластометра от втулки из-за недостаточной адгезии к металлу и/или превышения допустимых нагрузок, либо использования производителем неподходящего сорта эластомера.